# دوش (کریکت)
دَوِش (به انگلیسی: Run) واحد شمارش امتیازها در بازی کریکت است. دوش وقتی کسب می‌شود که توپ‌زن (مدافع) توپ را با چوب طوری بزند که از دسترس توپ‌گیرها دور شود تا خود و هم‌تیمی‌اش (نامدافع) بتوانند طول میدان (۲۲ یارد) را بدوند. طی مدتی که توپ‌گیرانِ تیم حریف در تلاش‌اند تا توپ را جمع کنند، توپ‌زنان ممکن است طول میدان را چند بار دویده باشند. با هر دوش کامل، یک امتیاز هم به مدافع و هم به تیم اختصاص می‌یابد (اما نه به نامدافع). امتیاز کل هر تیم، جمع امتیازهای شخصی همهٔ توپ‌زنانش به علاوهٔ امتیازهای اضافی (مثلاً خطاها) است. دوش فقط وقتی کامل می‌شود که هر دو توپ‌زن (مدافع و نامدافع) چوب‌هایشان را به پشت خط طرف دیگر میدان رسانده باشند. اگر پیش از تکمیل دوش، تیم حریف بتواند ویکت را با توپ بشکند، هر توپ‌زنی که در حال دویدن باشد حذف خواهد شد.